# 天地一沙鷗
《天地一沙鷗》（英語：Jonathan Livingston Seagull）是美國作家李查·巴哈所創作的寓言性小說，於1970年出版，並在美國創下出色的銷售紀錄。

## 內容簡介
乔纳森是一只特殊的海鸥，他有一般的身体，但是拥有与一般海鸥不同的热爱飞翔的精神。飞翔应该不仅仅是往返码头、挣一点面包屑、小鱼虾果腹的手段，乔纳森花大量的时间练习高超的飞翔技艺。
掌握高超技艺的乔纳森以为他的族群会欢迎他，但是他的鸥族因为他的特立独行驱逐了乔纳森。
鸥生际遇，乔纳森孤独的练习飞行不久，由两只卓越的海鸥将他引入新的世界，那里，所有的海鸥都来自愚昧的地球，都拥有卓尔不凡的、热爱飞翔的心。在那里乔纳森找到归属、日益精进。
乔奉行导师在离开世界以前的教诲往更高的境界、爱的境界去实践。他回到他原来的世界，去引导和他一样的其他海鸥，帮助他们发现自己天生的卓越；帮助他们超越后天的、加诸自身的限制。
文末，乔离开此处前往他乡，乔的徒弟以一样的心态，继续他的伟业。作者传达出明确的信息：这只是一个开始。

## 中文譯本
- 《天地一沙鷗》李查.巴哈著，金家驊譯，臺北新莊：昌言出版，1972年；臺北:金楓出版，1990年
- 《天地一沙鷗》李查.巴哈著，陳蒼多譯，臺北：巨人出版，1972年
- 《天地一沙鷗》(又名章那孫.李文斯頓)李查.巴哈著，呂貞慧譯，臺北：五洲出版，1972年
- 《永恒的愛》(又名天地一沙鷗)李查.巴哈著，陳虹譯，臺北：悠悠出版，1973年
- 《天地一沙鷗》李查.巴哈著，姚朋譯，臺北：中央日報出版，1973年
- 《萬古雲霄一羽毛:天地一沙鷗續篇》李查.巴哈著，季祥譯，臺北：名人出版，1977年
- 《天地一沙鷗》李查.巴哈著，楊珊珊譯，臺北：林白出版，1978年
- 《天地一沙鷗》李查.巴哈著，郝明義譯，臺北：獅谷出版，1982年3月
- 《天地一沙鷗》李查.巴哈著，許清梯譯，臺北：水牛出版，1986年
- 《天地一沙鷗》李查.巴哈著，林騰雲譯，臺北：晨星出版，1994年
- 《天地一沙鷗》李查.巴哈著，謝瑤玲譯，臺北：高寶國際出版，2011年2月

## 外部連結
- Jonathan Livingston Seagull （页面存档备份，存于） (1970), ISBN 0-380-01286-3
- Jonathan Livingston Seagull online （页面存档备份，存于）